# Mer, Loir-et-Cher

Mer este o comună în departamentul Loir-et-Cher, Franța. În 1 ianuarie 2022 avea o populație de 6.294 de locuitori.